# Michael Tschechow Studio Berlin
Das Michael Tschechow Studio Berlin (früher: Schauspielseminar Theaterforum Kreuzberg) ist eine private Berufsfachschule für Schauspieler in Berlin-Kreuzberg. Neben der Vermittlung klassischer Techniken des Schauspielhandwerks arbeitet die Schule nach der Tschechow-Methode.

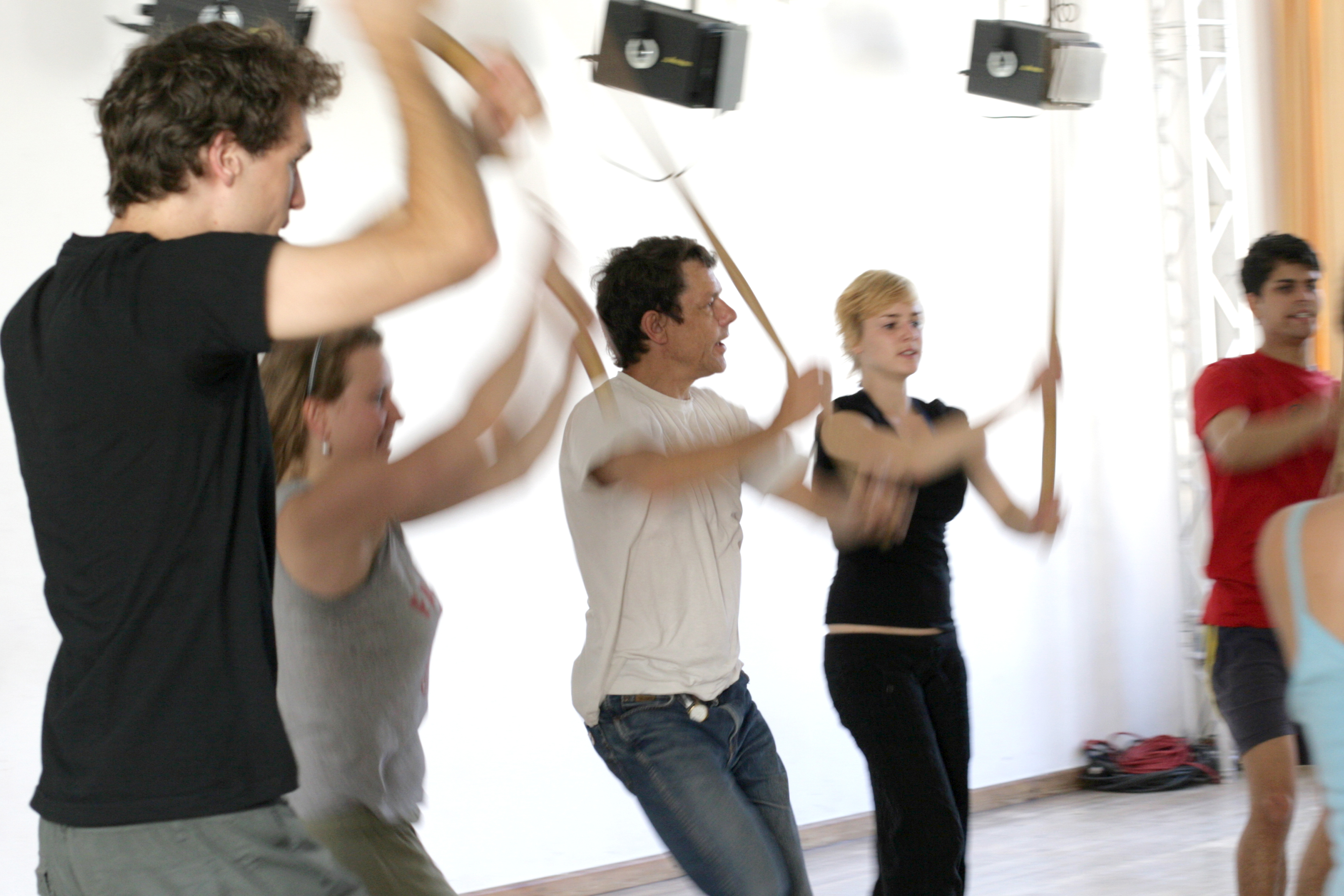
Stocktraining im Michael Tschechow Studio Berlin.

## Geschichte und Ausbildungsangebot
Das Studio wurde 1984 von Jobst Langhans gegründet. Das Ausbildungsangebot umfasste von 1984 bis 1990 die Ausbildung zum Berufsschauspieler (Bühnenreifeprüfung der Genossenschaft Deutscher Bühnen-Angehöriger). Seit 1989 gibt es das Tschechow-Studienjahr, seit 1993 das Berufsbegleitende Schauspielseminar. Seit 1995 veranstaltet das Studio Workshops für Berufsschauspieler mit international anerkannten Trainern.
Im Jahr 1992 veranstaltete das Studio die 1. Internationale Michael Tschechow Tagung in Berlin und 1995 den 4. Michael Chekhov International Workshop.
Die Wiederaufnahme der dreijährigen (zehn Trimester) Berufsausbildung für Schauspieler folgte 2003. 

## Dozenten

### Szene / Improvisation
- Andrea Pinkowski
- Sarah Kane (London)
- Ilse Ritter
- Justus Carrière
- Rudolf Krause
- Jobst Langhans
- Paul Weismann
- Feodor Stepanov (Moskau)

### Sprache
- Beate Krützkamp
- Dido-Marie Laux
- Falko Glomm
- Guido Medl

### Gesang
- Holger Off
- Christiane Heinke u. a.